# Duina
Duina (kinesiska: 堆纳, 堆纳乡) är en socken i Kina. Den ligger i den autonoma regionen Tibet, i den sydvästra delen av landet, omkring 260 kilometer sydväst om regionhuvudstaden Lhasa. Antalet invånare är 2 746. Befolkningen består av 1 372 kvinnor och 1 374 män. Barn under 15 år utgör 25,0 %, vuxna 15-64 år 70 %, och äldre över 65 år 3,0 %.
Genomsnittlig årsnederbörd är 980 millimeter. Den regnigaste månaden är juli, med i genomsnitt 211 mm nederbörd, och den torraste är november, med 5 mm nederbörd.